# Южно-Кузбасская ГРЭС
Южно-Кузбасская ГРЭС — тепловая электростанция в г. Калтан, Кемеровской области, предназначена для покрытия базисных нагрузок Кузбасской энергосистемы.
Первая в Сибири электростанция, где было начато освоение отечественного оборудования на высоких параметрах пара (90 Кгс/см²; 510°С).

## Общие сведения
На ЮК ГРЭС установлено 4 турбоагрегата типа К-50-90 (ст.№ 2, 3, 4, 7), 2 турбоагрегата типа Т-88/100-90/2 (ст.№ 6,8), турбоагрегат типа Т-115-8,8 (ст.№ 5) и 11 котлоагрегатов типа ПК−10П.
Проектным топливом является Кузнецкий каменный уголь марок ТР, ТРОК, калорийность 5600 ккал/кг. В настоящее время уголь для Южно-Кузбасской ГРЭС поступает с ОАО «Южный Кузбасс», принадлежащего ОАО «Мечел». Источником водоснабжения Южно-Кузбасской ГРЭС является водохранилище на реке Кондома, образованное изменением направления русла реки и строительством плотины, совмещенной с железнодорожным мостом. Гидроузел расположен в 44 км от устья реки. Водопользователем водохранилища является только ЮК ГРЭС.

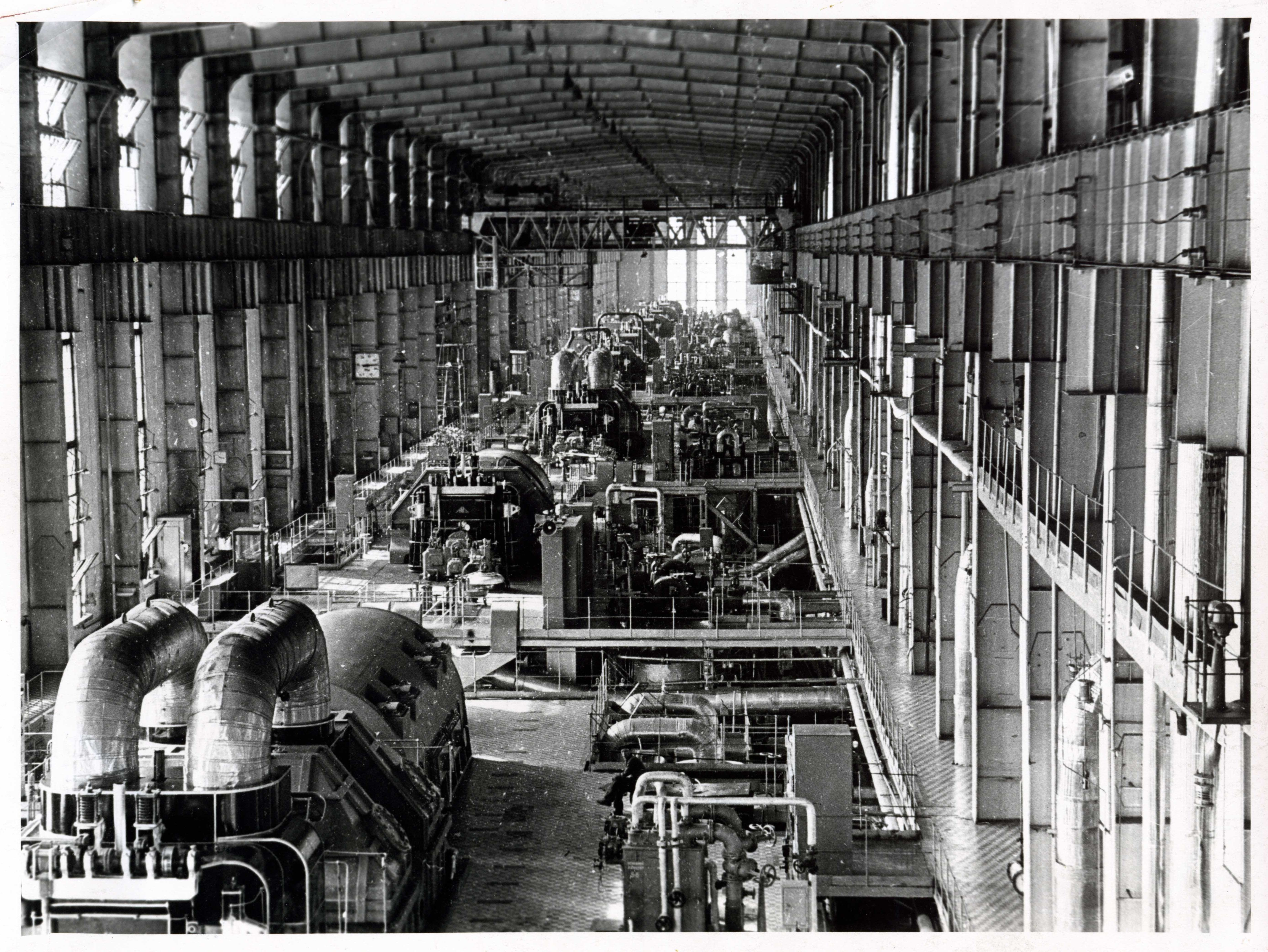
Турбинный цех ЮКГРЭС

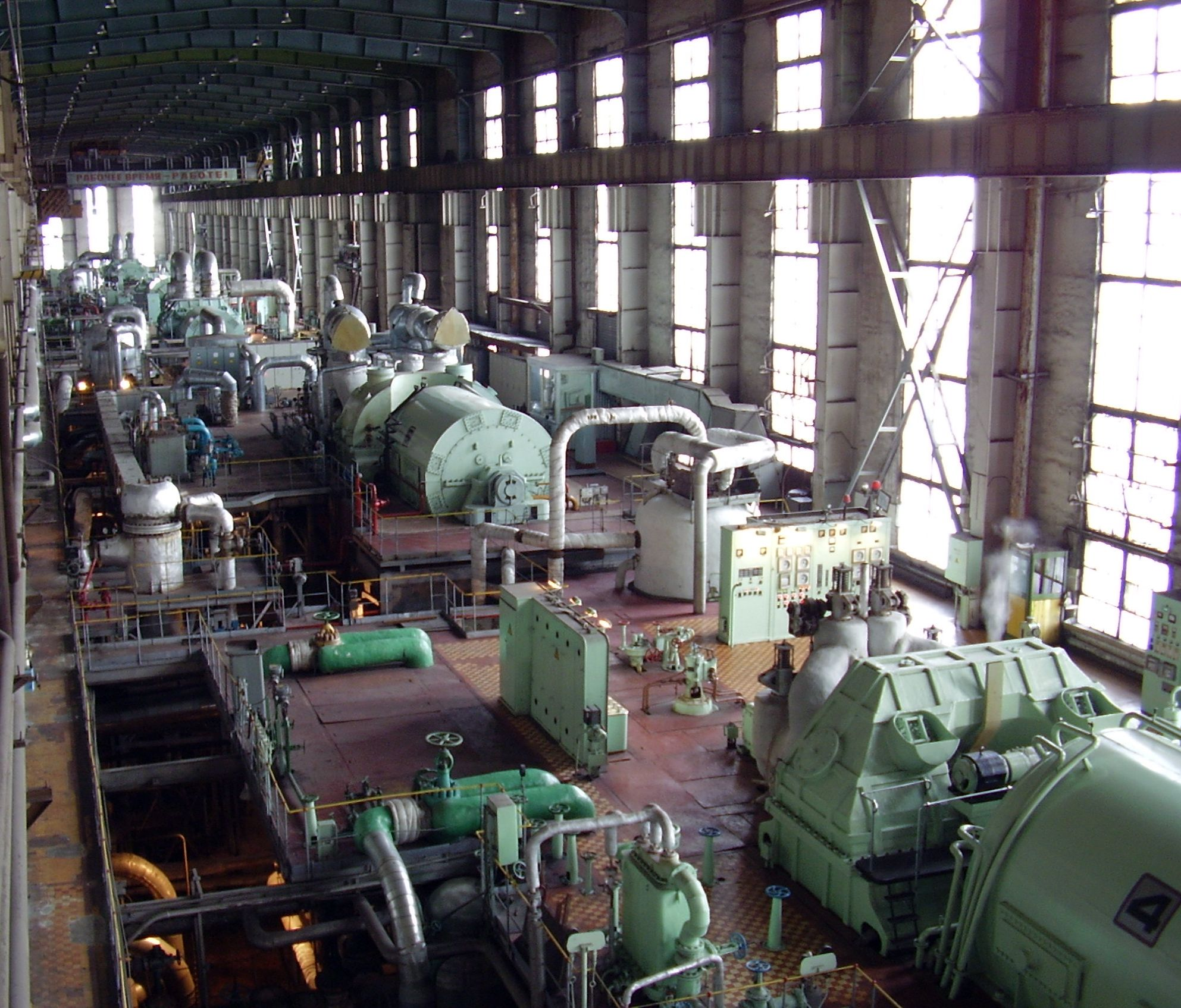
Турбинный цех ЮКГРЭС, 2006 год

Подает горячую воду для городов Осинники и Калтан

## История строительства
- 13 июня 1939 — издан приказ Народного комиссариата электростанций СССР № 301, которым предлагалось комиссии произвести изыскательские работы по выбору площадки для ЮК ГРЭС в Осинниковском районе. Комиссия начала разведывательные работы, которые были прерваны Великой Отечественной войной 1941—1945 гг.
- 1945 — Возобновлены проектно-изыскательские работы по строительству ЮК ГРЭС, проектировщик — Теплоэлектропроект Томское отделенение. На место будущей стройки прибыли первые изыскательские партии. Начал работать Южно-Кузбасский Промышленный Комбинат (деревообрабатывающий цех) в качестве одного из вспомогательных цехов будущей ГРЭС.
- Февраль 1946 — Площадка строительства ЮК ГРЭС была утверждена постановлением Правительства на территории деревни Калтан Кузедеевского района.
- 1948 — Вышло Постановление Кемеровского обкома ВЛКСМ о взятии шефства над ЮК ГРЭС, и стройка была объявлена ударно-комсомольской.
- 1949 — начало строительство электростанции.
- 1950 — начало монтажа технологического оборудования.
- 28 апреля 1951 — первый турбоагрегат ЮК ГРЭС дал промышленный ток, был пущен первый блок котёл — турбина.
- 6 ноября 1951 — смонтирован 2-й котел и турбоагрегат.
- 2 ноября 1956 — Пуском 8-го блока станция достигла проектной мощности 500 МВт. ЮК ГРЭС достигла проектных технико-экономических показателей: удельный расход топлива — 446 г на отпущенный кВт·ч, удельный расход электроэнергии на собственные нужды — 7,56 %.
- Углём ГРЭС снабжала Шахта Шушталепская в 1950—1970 х годах.
- За период с 1975 по 1980 гг. была проведена реконструкция конденсационных турбоагрегатов К-100-90 ст. № 6 и 8 в теплофикационные Т-88/106-90 для теплоснабжения городов: Осинники, Калтан; поселков: Постоянный, Малышев Лог, Шушталеп; промышленных предприятий: Тепличное хозяйство «СПК Калтанский», завода «КВОиТ» и др. После реконструкции теплофикационная мощность станции составлила — 350 Гкал/ч.
- В 2003 году выполнена замена конденсационного турбоагрегата ст. № 5 типа К-50-90-2 на теплофикационный агрегат типа Т-115-8,8 теплофикационной мощностью 156 Гкал/ч.
- В 2005 году смонтирована и введена в эксплуатацию редукционно-охладительная установка (РОУ) № 3 теплофикационной мощностью 75 Гкал/ч.

- На 1 января 2009 года установленная электрическая мощность станции — 554 МВт, тепловая — 581 Гкал/ч.

| № Турбоагрегата                           | 2         | 3           | 4                | 5          | 6                | 7           | 8           |
| ----------------------------------------- | --------- | ----------- | ---------------- | ---------- | ---------------- | ----------- | ----------- |
| Тип турбины                               | К-50-90   | К-50-90     | К-50-90          | Т-115-8,8  | Т-88/106-90      | К-50-90     | Т-88/106-90 |
| Завод-изготовитель                        | ЛМЗ       | ЛМЗ         | ЛМЗ              | ЛМЗ        | ЛМЗ              | ЛМЗ         | ЛМЗ         |
| Ввод в эксплуатацию                       | 1952      | 1952        | 1953             | 2003       | 1953             | 1954        | 1956        |
| Тип генератора                            | ТФ-63-2У3 | ТВ-50-2     | ТВФ-120-2        | ТФ-110-2У3 | ТВФ-110-2Е       | ТВ-50-2     | ТВФ-110-2Е  |
| Завод-изготовитель                        | Элсиб     | Электросила | Сибэлектротяжмаш | Элсиб      | Сибэлектротяжмаш | Электросила | Элсиб       |
| Ввод в эксплуатацию                       | 2021      | 1952        | 1982             | 2003       | 1992             | 1954        | 1994        |
| Установленная электрическая мощность, МВт | 53        | 53          | 53               | 90/113     | 88/106           | 53          | 88/106      |
| Установленная тепловая мощность, Гкал     |           |             |                  | 156        | 105              |             | 105         |

| № Котлоагрегата     | 1      | 2      | 3      | 4      | 5      | 6      | 7      | 8      | 9      | 10     | 11     |
| ------------------- | ------ | ------ | ------ | ------ | ------ | ------ | ------ | ------ | ------ | ------ | ------ |
| Тип котла           | ПК-10П | ПК-10П | ПК-10П | ПК-10П | ПК-10П | ПК-10П | ПК-10П | ПК-10П | ПК-10П | ПК-10П | ПК-10П |
| Завод-изготовитель  | ЗиО    | ЗиО    | ЗиО    | ЗиО    | ЗиО    | ЗиО    | ЗиО    | ЗиО    | ЗиО    | ЗиО    | ЗиО    |
| Ввод в эксплуатацию | 1951   | 1951   | 1952   | 1953   | 1953   | 1953   | 1954   | 1954   | 1955   | 1955   | 1956   |

## Схема и состояние системы выдачи электрической и тепловой мощности
Схема выдачи мощности:
8 блоков генератор-трансформатор работают на шины 110 кВ;
питание ОРУ — 35 кВ осуществляется с шин генераторного напряжения ТГ−1,2 через 2 повышающих трансформатора 10,5/35 кВ, в качестве резервного трансформатора используется трансформатор 110/35 кВ, запитанный с шин ОРУ — 110 кВ;
питание КРУ — 6 кВ осуществляется двумя линиями с шин ОРУ — 35 кВ через понижающие трансформаторы 35/6 кВ.
Ограничений по выдаче мощности нет.
Распределительные устройства:
- ОРУ — 110 кВ — две секционированные системы шин с обходной системой шин;
- ОРУ — 35 кВ — две системы шин;
- КРУ — 6 кВ — одна секционированная система шин.

Напряжение и количество линий электропередачи:
- 110 кВ — 11 линий;
- 35 кВ — 8 линий;
- 6 кВ — 12 линий.

ЮК ГРЭС обеспечивает горячей водой на нужды отопления и горячего водоснабжения г. Калтан, г. Осинники, теплично-парниковое хозяйство (ТПХ) и завод КВОиТ. Покрытие тепловых нагрузок данных потребителей, а также собственных нужд ГРЭС осуществляется от бойлерных установок № 1,2,3 и теплофикационной установки ТГ-5.

## Собственники предприятия
- 23 декабря 2005 — Совет директоров РАО «ЕЭС России» внёс изменения в принятые ранее проекты реформирования ОАО «Кузбассэнерго» и одобрил проект формирования ТГК-12. Предусматривалось выделение в отдельные юридические лица двух станций ОАО «Кузбассэнерго» — Западно-Сибирской ТЭЦ и Южно-Кузбасской ГРЭС, с особым порядком разделения акций этих обществ.
- 1 июля 2006 — Южно-Кузбасская ГРЭС была выделена из состава «Кузбассэнерго» и прошла государственную регистрацию как ОАО «Южно-Кузбасская ГРЭС».
- 29 марта 2007 — ООО «Мечел-Энерго»(аффилированно с ОАО «Мечел») стало победителем открытого аукциона по продаже 93,35 % акций ОАО «Южно-Кузбасская ГРЭС», предложив за продаваемый пакет 6,9 млрд руб. (или 12,19 руб. за акцию) при стартовой в 4 млрд руб. Проданный пакет акций Южно-Кузбасской ГРЭС принадлежал РАО ЕЭС (22,97 %), ОАО «СУЭК» (20,38 %), ОАО «Кузбассэнерго» (50 %).
- Согласно реестру от 10.11.2021 года владельцами являются 93,35% ООО «Мечел-Энерго» (ПАО Группа «Мечел»), 4,8% Финансово-промышленная группа «Евротэк» и 1,85% миноритарных акционеров.

## Руководители предприятия
- Никитин Сергей Константинович (с 1961 по 1974) — почетный гражданин Калтана[1].
- Матросов Владимир Александрович (с 1974 по 1988) — почетный гражданин Калтана[1].
- Глазков Анатолий Петрович (с 1988 по 1996)
- Вахитов Касим Бакирович (с 1996 по 2006) [2]
- Панов Сергей Александрович (с 2008)
- Голуб Анатолий Федорович (с 2009 г)
- Гвоздев Виктор Сергеевич (с 2011) — покинул пост директора из-за сбоя в работе станции 1 января 2011 года[3].
- Мирошников Сергей Петрович (с 2011 по 2018).[4]
- Медведев Андрей Иванович (с 2018 по 2024)[5]
- Ткачев Алексей Васильевич (2024 по н.в.)[6]